# Igreja da Misericórdia de Fão
A Igreja da Misericórdia de Fão é um templo localizado em Fão, na atual freguesia de Apúlia e Fão, no Município de Esposende e que sempre pertenceu à Santa Casa da Misericórdia de Fão.
Embora remonte aos finais do século XVI, a actual igreja só terá sido construída no século XVIII. O único vestígio verdadeiramente conotado com o período anterior, está numa porta de arestas chanfradas visível no edifício que lhe está acoplado pelo nascente e que, segundo parece, é o que resta do antigo Hospital de S. João de Deus.
Templo voltado a norte, apresenta fachada a rematar em frontão triangular, no interior do qual se insere um nicho, com concha decorada, emoldurado de motivos vegetais estilizados e dois corações laterais de inspiração popular. O nicho abriga uma Nossa Senhora, em pedra, que parece datar do século XVIII.
A entrada principal, ornada de frontão triangular quebrado, remata em pinha. Sobre ela está um escudo representativo das armas de Portugal, barroco e pintado de amarelo torrado, vermelho, azul e branco. Duas janelas laterais completam o conjunto.
Acompanhando o alçado do corpo central, pelo lado oeste está a torre de inspiração barroca que remata em frontão curvo. A meio-corpo possui um relógio em mármore emoldurado numa cartela com motivos vegetalistas. Culmina com dois coruchéus laterais e um catavento central, em forma de peixe.
No interior há a realçar, os azulejos policromados seiscentistas e a talha barroca que decora a capela-mor com uma tela onde está representada Nossa Senhora acolhendo no seu manto os crentes e as capelas do Senhor dos Passos e de Cristo Crucificado, ambas de traça barroca. Na estatuária convirá destacar a imagem da padroeira. Nossa Senhora da Misericórdia, de traça seiscentista bem como as imagens de Nossa Senhora da Conceição, Nossa Senhora do Leite, Cristo Crucificado, Senhor dos Passos, Santa Luzia e S. Francisco com datas que vão do século XVII ao XVIII.